# 岩栖雅致海葵
岩栖雅致海葵（学名：Condylanthus saxicola）为瘤花海葵科瘤花海葵属的动物。分布于日本以及中国东海、南海、香港等海域，一般栖息于沿海高潮线的泥沙中。